# Camden News

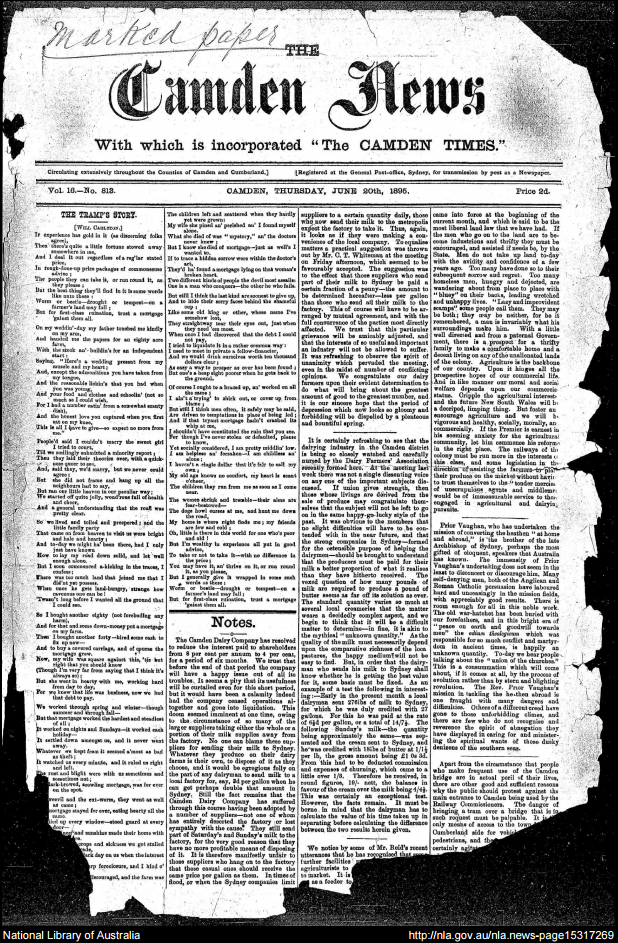
Primeira página do dia 20 de julho de 1895

O Camden News foi um jornal semanal publicado em Camden, Nova Gales do Sul, Austrália, de 1881 a 1982.

## História
O Camden News foi publicado pela primeira vez em 1881 por William Sidman e Frank Campbell. A publicação do Camden News cessou com a edição de 2 de junho de 1982.

## Digitalização
O jornal foi digitalizado como parte do projecto do Programa de Digitalização de Jornais Australianos da Biblioteca Nacional da Austrália.